# MountainsMap
MountainsMap ist eine Software zur Darstellung und zur messtechnischen Analyse von Oberflächen, die von der Firma Digital Surf entwickelt und vertrieben wird. Das Hauptanwendungsgebiet ist die Mikrotopografie – die Analyse von Oberflächenbeschaffenheit und Form in 3D im mikroskopischen Bereich. Die Software wird hauptsächlich in Verbindung mit taktilen oder optischen Profilometern, optischen Mikroskopen und Rastersondenmikroskopen eingesetzt.
Seit der Version 7.0 gibt es auch eine MountainsMap-Version speziell für Rasterelektronenmikroskope, mit 3D-Rekonstruktion, und eine Version speziell für
hyperspectrale Mikroskope und Kameras (Analyse von hyperspektralen Datenwürfeln mit Techniken wie Raman, FTIR, EELS, EDX).

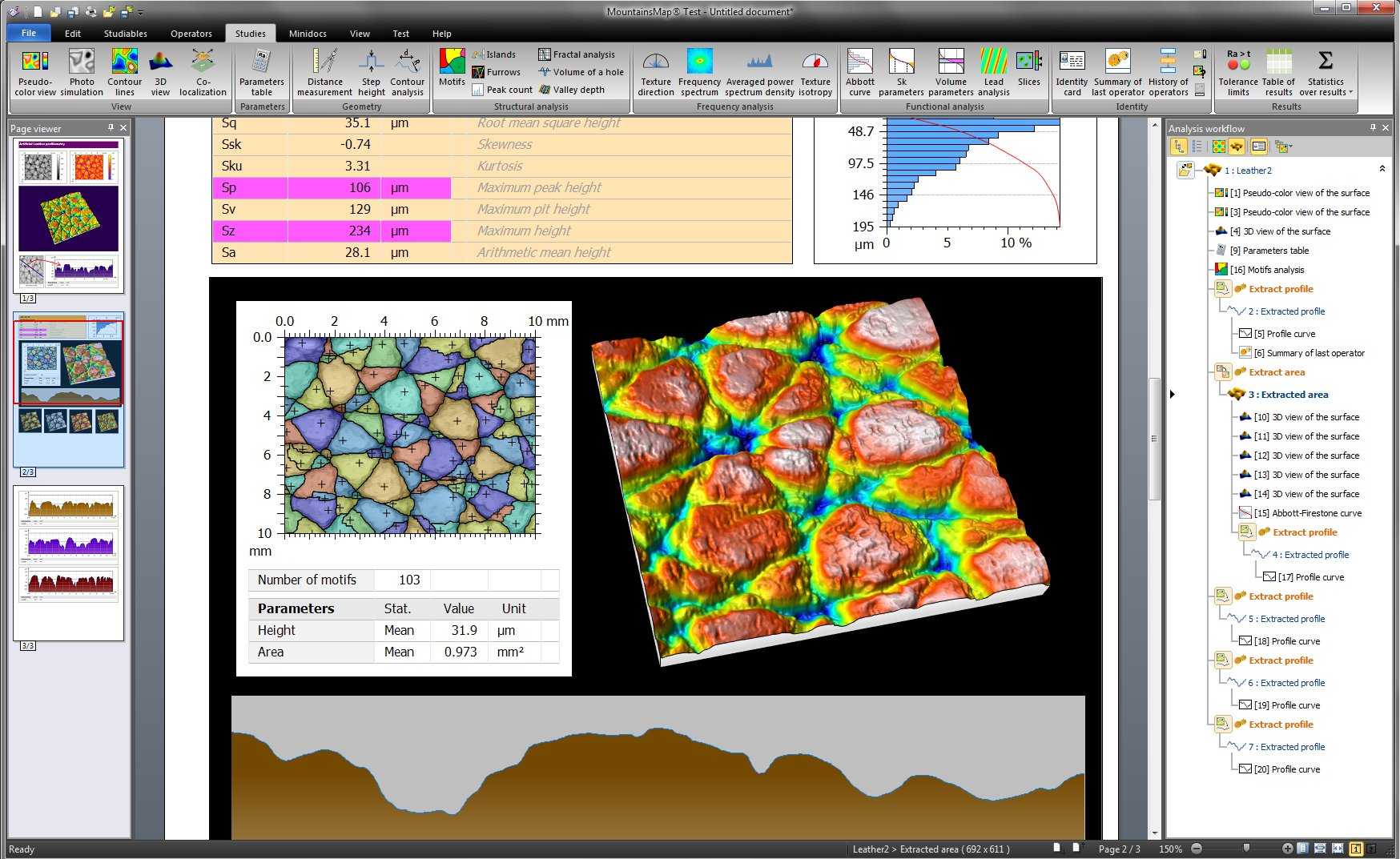
Benutzeroberfläche von MountainsMap 7.0 (Mikrotopografie eines Kunstleder-Armaturenbretts eines Autos)

MountainsMap wird hauptsächlich als OEM-Software als integrierter oder optionaler Bestandteil von den meisten Herstellern von Profilometern und Mikroskopen vertrieben, und zwar meistens unter deren Markennamen; die Software wird zum Beispiel verkauft als:
- TalyMap, TalyProfile, oder TalyMap Contour auf Taylor-Hobson's Profilometern,
- PicoImage auf Agilents Rasterkraftmikroskopen,
- HommelMap auf Jenoptiks Profilometern (Hommel-Etamic Produktreihe),
- MountainsMap - X auf Nikons Mikroskopen,
- Apex 2D oder Apex 3D auf KLA Corporations Profilometern,
- Leica Map auf Leicas Mikroskopen[5],
- ConfoMap auf Carl Zeiss Mikroskopen[6],
- MCubeMap auf Mitutoyos Profilometern[7],
- MountainsMap auf Heliotis Optischen Profilometern M3 und M3-XL 3D[8].
- SolarMap auf optischen Profilometern und Mikroskopen der Solarius GmbH.[9]

MountainsMap ist auf Englisch, Brasilianisch Portugiesisch, Chinesisch,
Französisch, Deutsch, Italienisch, Japanisch, Koreanisch, Polnisch und Spanisch erhältlich.